# Земля Хаябуси
Земля Хаябуси (англ. Hayabusa Terra) — місцевість на Плутоні, що лежить на півночі від гряди Тартару, на сході від області Томбо й землі Піонера. Її відкрив зонд New Horizons у липні 2015 року. Край названо МАСом 7 вересня 2017 року на честь Хаябуси – космічного апарата Японського агентства аерокосмічних досліджень, що успішно повернув зразок ґрунта з астероїда до Землі. 

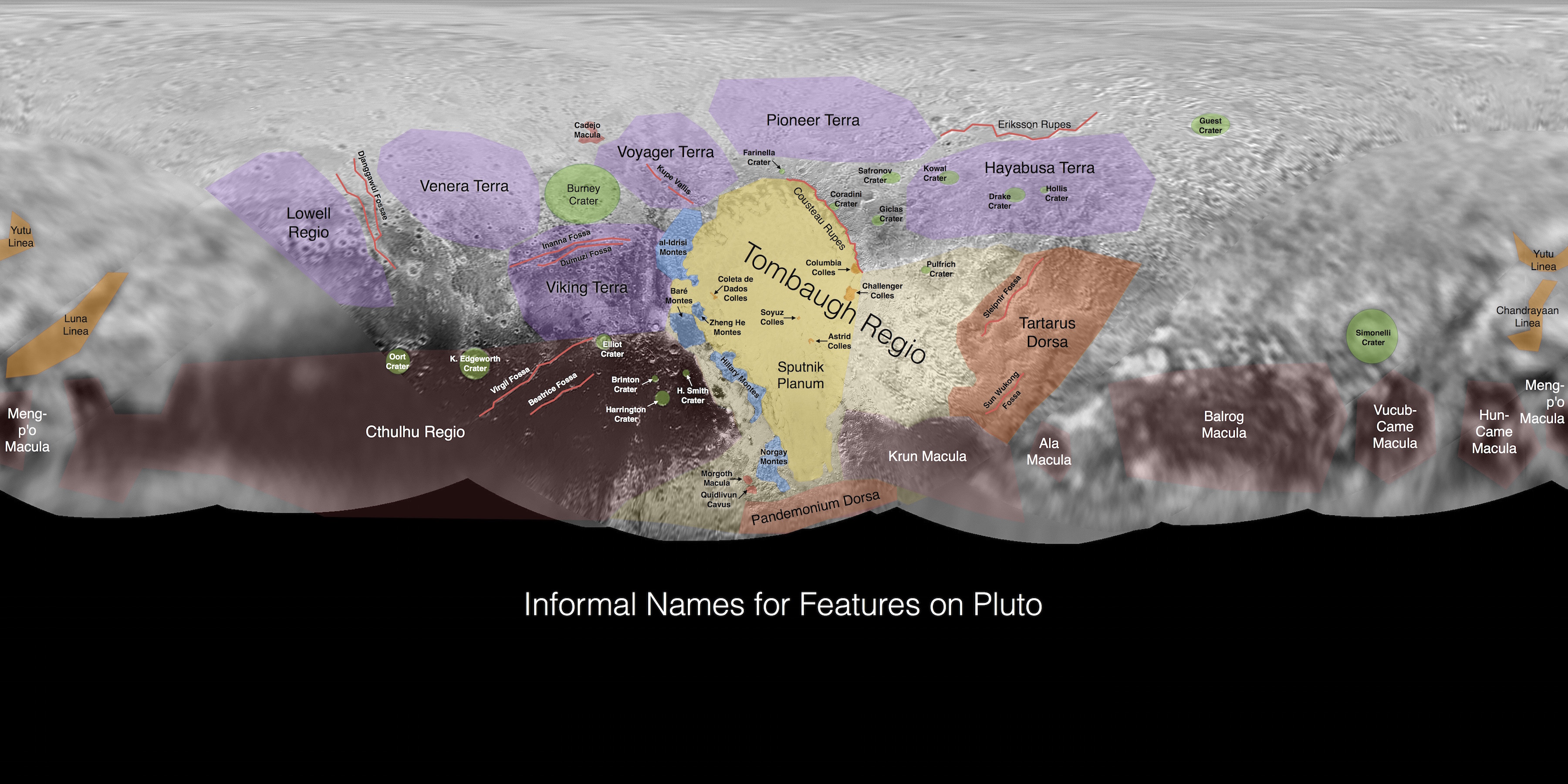
Мапа Плутона.